# でじぱら
『でじぱら』は、髙木信孝による日本の漫画作品。メディアワークス刊行『月刊コミック電撃大王』にて、2005年10月号から2010年4月号にかけて連載された。単行本は全5巻。

## 概要
AV（オーディオ・ビジュアル）機器に対する興味や知識のまるでない主人公・松下健司に対し、AVの精霊とAV倶楽部に所属する3人の女子大生達が、AV機器やデジタル家電の魅力について語るAV機器解説漫画。毎話、最新の液晶テレビやハードディスク・レコーダー、携帯音楽プレーヤー等の紹介や解説が行われ、単行本では用語解説も用意されている。
各話の扉絵では、AV倶楽部の女性陣はランジェリーや水着といったセクシーな姿で描かれている。
最初から最後まで部室でAV談義をしたり、AV関係のイベントに部員が出かけるだけの展開が続き、最終回に至っても新部員が登場しただけで、キャラクターの明確な成長や人間関係の進展は特になかった。
ネコパブリッシングのムック本「ステレオ時代 vol.7」から後日談の「すてぱら」が掲載されている。

## 登場人物
松下 健司（まつした けんじ）
主人公。大学に入ったばかりの青年。工学部電気電子工学科・電子コース所属。AVの精が現れたのを機に、興味もないのにAV倶楽部に入会することになる。他のキャラクターがAVマニアばかりの中で、唯一マニアでない視点を持つ人物。
予算5万円ほどでテレビを買おうとしたところ、3人から「そんなんじゃ何も買えない」と言われてしまった。結局、やや予算オーバーながらパナソニックのLX50ビエラを購入。
パソコンも必要に迫られて購入。希華を中心にアドバイスを受け、パナソニックのR5を購入した。
おとなしく、やや優柔不断で周囲に流されやすい性格。入部後、手鞠に見とれつつ希華に惹かれる傾向があるが自覚はしていない。
AV倶楽部の部員では最も耳が良く、30kHzの音も聞こえる。初季には「人間じゃない」、手鞠には「その耳をください」と言われたほど。
AV好きとしての知識量は全くと言ってよいほど無かったが、工学部所属であること、可聴域の広い耳の持ち主であること、物心ついた頃からDCCで音楽を聞いていたこと、何よりゼータと出会いその姿が見られること等、AVマニアとなるだけの素養は持っている。
「すてぱら」では会社員となっている。
ゼータ
松下のラジカセより現れた精霊（AVの精）。身長20センチほどの少女の姿をしており、紺色のロングヘア。普段は水色と白のワンピース風の服を着ている。服装はある程度変更可能なのか用意しているのか、プールや海に行った際は「ぜぇた」と書かれたスクール水着を着用していた。羽根の類はついていないが、空中を自由に移動することが可能。真にAV好きな人間にしか見ることが出来ない。AV機器が大好きで電霊とも呼ばれる。活動するには、AV機器に触れて英気を養う必要がある。
一人称は「わし」で、「〜じゃ」「〜ておる」といった少し古風な口調でしゃべる。
AV伝道師として呼び出した者をAVマスターへと導くとされているが、AV倶楽部でのシーンが多いこの漫画ではAV倶楽部の面々の説明・解説・暴走が多いため、健司がその説明すら解らない時に解説したりと、むしろAV倶楽部の面々に助言している場面がある。ただし、家では雑誌を読ませたりして知識を積ませているようである。
AV倶楽部の面々に松下のラジカセ用のDCCテープが採用しているZETAS（ゼータ）磁性体から「ゼータ」と名づけられる。
普段は「ゼタピー」と呼ばれている。
早川 初季（はやかわ うぶき）
AV倶楽部部長。デザイン科学科の3年生。ウェーブのかかったブロンドのロングヘア。
AV機器に対し、かなりの情熱を持っている。買い物に対する姿勢は「欲しいときが買い時」で、衝動買いが多い。特にモバイルAV機器を中心に「かわいいAV機器」を見つけるとつい買ってしまう。iPodはオリジナルから最新のnanoまでの全種類を揃えており、ウィルコムのW-ZERO3も持っている。また、ネーミングにもよく釣られる。
古いCMをよく知っており、しばしばゼータに「お主、何歳じゃ?」とツッコミを入れられる。
イタズラが大好きで、たいてい希華がその標的になっている。また健司と希華の微妙な関係を本人たち以上に把握しており、両者の関係進展をイタズラの延長で取り計らうことも。
15kHzの音がまったく聞こえず、ゼータに「耳年齢は40代くらい」と言われてしまった。
好きなメーカーはシャープで、テレビは液晶派、特にシャープのアクオス。
「すてぱら」ではデザイナー見習いとなっている。
高柳 手鞠（たかやなぎ てまり）
健司と同じ工学部電気電子工学科・電子コースに所属。
緑色のストレートロングヘア。大きな眼鏡をかけている。3人の中では最も物静か。
幼少期にオンキヨーのグランセプターGS-1の音を聴いてオーディオに目覚めたオーディオマニアで、特に1ビットアンプに陶酔している。オーディオ関連の話題になると、それまでの物静かさが嘘のように饒舌になるのだが、実は第1話でメーカーの名前の羅列の際、「音響系はちょっと弱いですわ…」と思っていたりする。
音を追求するオーディオマニアとして圧縮のかかった音楽を聞くことを好まず、iPod等の携帯音楽プレイヤーは購入していない。15kHzの音は余裕で聞こえるが、さすがに30kHzは聞こえない。
新製品を分解するのが大好きで、何でもすぐに分解してしまう。また新しく買ったPlayStation 3のコンデンサー(Fine GOLDのFW)を三洋電機・電子デバイスカンパニーのOS-CONに変えようとするなど分解の後に改造を企てる場面もあるが、希華に止められるなどされて成功していない。
リモコンの扱いに長けている。録画予約は目を閉じてでもできる。その速さは、ゼータに「マクロのよう」と評されたほど。
秋葉原のメイド喫茶（正確にはメイド喫茶ではなく、希華曰く「ウチはメイドレストラン」）でアルバイトをしている。
買い物は「良い物が出るのを待ち、じっくり検討して決める」ことが多い。AIBOを持っている。
初季には「てまぽん」「てまりん」などと呼ばれている。また、その初季によく写真の被写体として撮影されていたためか非常に撮られ慣れており、とっさに「撮りますよ」と言われても即座に顔を作りポーズを決める。
好きなメーカーはビクターで、テレビはプロジェクション派、特にビクターのEXE。
「すてぱら」では京葉工業大学の職員となっており、オーディオ雑誌編集者となった松本望美に情報を与えている。
井深 希華（いぶか まれは）
情報工学科の1年生。
朱茶色のショートヘア。長いアホ毛が1束ある。体育会系の元気娘。ボーダー柄が好き。
ソニー製品好き。初物に弱く、次々と発売される新製品を買うため、手鞠と同じメイドレストランでアルバイトをしている。
買い物に対する姿勢は「値段でモノを選ぶな、ただし決めたら1円でも安く」で、事前にカタログなどで機種を絞り込んでから出かけ、各店を歩き回って必ず価格交渉をして1円でも安く買おうとする。
手鞠を「お姉様」と呼び慕っているが、初季とはAV製品の好みや買い物の仕方が大きく違うのでよく対立する。また、健司とは出会い頭にぶつかって押し倒され胸を揉まれた事故が初対面だったせいで、何かときつく当たるが、素直になれないだけで本気で嫌っているわけではない。
手持ちのAV機器にはすべて「名前」をつけているが、ネーミングセンスについては他のAV倶楽部の面々からは「微妙」な評価を受けている。
初季には「まれぽん」または「まれはっち」と呼ばれている。
AV倶楽部の中では一番パソコンに詳しい。健司のパソコン購入の際に、アドバイスや店案内をした。その際、バイト先の制服（メイド服）で秋葉原を巡っており、その姿のままいつもの癖で価格交渉をしてしまい、「値切るメイド伝説」の原因となった。
15kHzの音がかろうじて聞こえる程度で、耳年齢は30代くらい。
好きなメーカーはソニーで、テレビはプラズマ派、特にソニーのベガ。
「すてぱら」ではプログラマーとなっている。
松本 のぞみ（まつもと のぞみ）
建築都市環境学部の1年生。
最終回に登場した新入部員。健司と同じくAVの精霊（少年の姿をしておりDATデッキのパイオニア D-07Aから現れた）を連れている。
AVには疎いが、健司との初対面で出会いがしらににぶつかったことがきっかけでAV倶楽部に入部する。
「すてぱら」では主人公でオーディオ雑誌の編集者となっており（名前の表記は「松本　望美」と漢字表記になっている）、他の3人とインタビューに行ったり情報をもらっている。

登場人物の名字は日本の家電・オーディオメーカーの創業者等の名字から取られており、各キャラともそのメーカーの製品のファンであったり、または縁が深かったりしている。
- 松下幸之助 - パナソニック（松下電器産業）創業者。
- 早川徳次 - シャープ（早川電機工業）創業者。
- 高柳健次郎 - 日本ビクター元副社長で、「テレビの父」と呼ばれる。
- 井深大 - ソニー創業者。
- 松本望 - パイオニア創業者。

## 舞台
作品中に津田沼駅南口にある商業用ビル「サンペデック」が何度も登場している事から、津田沼付近を舞台にしているものと考えられる。作中に「京葉工業大学」と出ているが、立地、学科等からモデルは千葉工業大学と思われる。
コーポ小堺
健司が2階に下宿している。健司の部屋には隠し扉があり、階段で階下（1階）のAVルームにつながっているが健司は知らなかったが、希華が発見した。
屋上には直径2mの衛星放送受信用のパラボラアンテナと、地上デジタル放送受信用のUHFアンテナとしては強力な20素子パラスタックアンテナが設置されている。
電源も調整され、周波数の波形も安定している。
階下のAVルームは約20畳で完全防音、3極電源や埋め込みAV端子、AV機器のマウンタ、完全空調、床暖房などを備え、AV鑑賞環境としては極めて理想的である。
初季により「録画基地」と命名され、AV倶楽部の第2部室となった。インターネット回線を引き、ソニーのvaioビデオステーションを設置。また少し前の機種ではあるが質の高いAV機器を各自が持ち寄り、サラウンドシステムと天井吊り下げタイプの映写式液晶プロジェクターを備えたシアタールームとなっている。
AV倶楽部部室
大学内の1室。最新のAV機器はもちろん、大量のDVDやCDソフトもある。
炊飯器があるが、パンづくり用に使われている。部員の昼食はこれで作ったパンで済まされることが多い。生地の仕込みは当番制だが、時々「リモコン対決」で決めることもある。
families（ファミリーズ）
秋葉原にあるメイドレストラン、「メイド喫茶」と呼ぶと、希華が即座に訂正する。手鞠と希華がアルバイトしている。このため、AV倶楽部の秋葉原会議室のような状態になっている。
店長（通称パパさん）は大らかな人物のようで、手鞠と希華が制服のまま秋葉原巡りをするのを許可してくれた。フロア長（通称「ママさん」）は店長の妻で仕事には厳しい反面、ノリが良く、楽しいことには目がない。
店舗の名前と「パパ」と「ママ」がいる店舗内の設定上からか、客を「お客様」やメイド喫茶では定番の「ご主人様」ではなく、「お兄様」と呼ぶ。女性客については相当するシーンが無いため不明。
店員と客のゲーム用と思われる早押しピンポンやツイスターなどが置いてある。
著者の別作品@ホーム 〜姉妹たちの想い〜の舞台。

## その他
- 本編の後に、1ページ分の企画コーナー「でじぱら☆ダイス (DEJIPARADICE) 」が掲載されている。最新デジタル機器の本体やデジタル機器関連のイベント、読者投稿紹介などの記事を掲載。
- 通常はコマ割り形式だが、2007年5月号では作者体調不良のために4コマ形式8ページの特別編「おしえてでじぱらさん」として掲載された。
- 単行本の最後のおまけページは、AV倶楽部の面々が頭にアンテナをつけた姿で現れている。第1巻の巻末で当時、地上デジタル放送普及のため「女子アナ改めデジアナ」というCMが流されていたが、それはそのデジアナのアンテナをつけて行ったのを踏襲しているため。初季の「年齢何歳じゃ」な知識はこの場で発揮されることが多い。4巻では地デジカが誕生しているため、地デジカの角に変更になり、モノクロで実際は判らないが、黄色のTシャツ（諸事情により黄色の水着にはならなかった）を着た姿で登場した。

## 単行本
メディアワークスより、電撃コミックスシリーズとして刊行されている。
1. 2006年8月26日刊行 ISBN 4-8402-3573-2
2. 2007年7月27日刊行 ISBN 4-8402-3962-2
3. 2008年6月27日刊行 ISBN 978-4-04-867076-0
4. 2009年5月27日刊行 ISBN 978-4-04-867864-3
5. 2010年5月27日刊行 ISBN 978-4-04-868621-1